# 総合車両製作所
株式会社総合車両製作所（そうごうしゃりょうせいさくしょ、英: Japan Transport Engineering Company、英略称：J-TREC）は、神奈川県横浜市金沢区に本社を置く日本の鉄道車両メーカーで、東日本旅客鉄道（JR東日本）の完全子会社である。

## 概要
東京急行電鉄子会社であった東急車輛製造の鉄道車両事業を、需要の低迷などを理由にJR東日本に事業譲渡するにあたり、2011年（平成23年）11月9日、東急100%子会社の新東急車輛株式会社として設立され、翌2012年（平成24年）4月1日付で同社へ東急車輛製造の各事業を譲渡した上で、翌4月2日付で新東急車輛の全株式をJR東日本へ売却し同社の完全子会社となるとともに、同日付で株式会社総合車両製作所と商号を変更し、現社名となる。
その上で、東急車輛製造の事業譲受以前より運営する、JR東日本直営の車両製作所である新津車両製作所を、グループ内の車両製造業務を一本化するため、車両製造事業とそれに係る資産や負債、権利および義務を、2014年（平成26年）4月1日付で当社へ会社分割により譲渡し、新津車両製作所を当社の「新津事業所」とする形で現在の体制となった。
これらの経緯により、東京急行電鉄（現・東急）の鉄道車両製造・修理部門を分社化した東急車輛製造、当社設立以前に東急車輛へ吸収合併された梅鉢鉄工所および帝國車輛工業、JR東日本新津車両製作所の3つの源流を持ち、旧東急横浜製作所由来の本社および横浜事業所（神奈川県横浜市金沢区大川）、旧梅鉢車輛・帝国車輛に由来し大阪府堺市から移転した和歌山事業所（和歌山県紀の川市）、JR東日本新津車両製作所を引き継いだ新津事業所（新潟県新潟市秋葉区）の3か所の製造拠点を有する。横浜事業所と新津事業所においては主に鉄道車両、和歌山事業所においてはコンテナの製造を手掛けている。
鉄道車両については、東急電鉄向けの車両は旧・東急車輛製造時代から一貫して製造を担当していたが、JR東日本向けについても、当社設立以降、一般形の電車についてはJR九州BEC819系電車のOEMであるEV-E801系電車（日立製作所製）を除いて当社に製造を集約させている。なお、新幹線車両および特急車両については、他社を含めた形での製造を継続しており、新幹線車両ではE3系の改造やE7系の製造、特急車両ではE353系やE657系の製造に参画している一方、E8系やE261系など、製造に参画していない車両もある。
鉄道車両のほか、鉄道・海上用輸送コンテナの製造も行っている。分岐器・横取り装置をはじめとする軌道関連部品の製造も行っていたが2018年度をもって撤退した。なお、2017年現在、日本国内において一般型鉄道用コンテナのライン製造設備を持つ唯一の企業となっている。

### 年表
- 2011年（平成23年）11月9日 - 東急車輛製造株式会社の「鉄道車両新会社」として新東急車輛株式会社を設立。
- 2012年（平成24年）
  - 4月1日 - 東急車輛製造株式会社より鉄道車両事業、ならびに東急車輛エンジニアリング株式会社および京浜鋼板工業株式会社の株式保有を含む一般管理部門を継承。
  - 4月2日 - 新東急車輛株式会社の全株式が東日本旅客鉄道株式会社に売却され、株式会社総合車両製作所に商号変更。
  - 4月6日 - 総合車両製作所発足後、初の竣功車両として京急新1000形1153編成が落成。出場記念のテープカットを実施[6]
  - 7月23日 - 横浜事業所構内にて保存中の東急5201号と東急7052号が、日本機械学会より機械遺産51号「ステンレス鋼製車両群（東急5200系と7000系）」として認定。
  - 8月10日 - 総合車両製作所としてのJR東日本向け第1号車両（E657系）が落成、記念式典を開催。
- 2013年（平成25年）
  - 3月 - 京浜産業株式会社[7]との合弁会社であった京浜鋼板工業株式会社[8]を解散[9][注釈 4]。
  - 6月19日 - フランス・アルストム社と、同社製LRT（LRV）「シタディス（Citadis）」の国内導入協力に関する覚書を締結[10]。
- 2014年（平成26年）
  - 4月1日 - 東日本旅客鉄道株式会社新潟支社の新津車両製作所の車両製造事業等を継承[4]。
  - 5月12日 - 総合車両製作所としての新幹線第1号車両（E7系 F7編成）が落成、記念式典を開催[11]。新幹線の製造は、東急車輛製造時代の2009年（平成21年）3月のE3系2000番台（L67編成）以来[11]、フル規格新幹線では2003年（平成15年）12月のE2系1000番台（J63編成）以来となる[11]。
- 2019年（平成31年）3月末 - 軌道関連部品の製造から撤退。

## 製品

### 鉄道車両
車両の製作をJR東日本新津車両製作所（当時）に委託したものが一部含まれる。東急車輛製造当時に受注・製造したものについてはこちらの項を参照。

東日本地区の鉄道事業者を主要な顧客とするが、合併によって東急車輛製造大阪製作所（現在は和歌山に移転）となった旧帝國車輛工業当時から取引があった南海電気鉄道やその子会社の泉北高速鉄道は、西日本地区における数少ない顧客である。ただし、帝國車輛工業合併以前にもオールステンレス車両である6000系電車などの納入実績がある。これは当時オールステンレス車両の製造技術を有するメーカーが東急車輛製造のみであったことに起因しているが、総合車両製作所への移行後は8000系のみ製造している。なお、2015年（平成27年）秋デビューの8300系は近畿車輛での製造となった。一方で京都市営地下鉄烏丸線（京都市交通局）に導入予定の新車（後の20系）デザイン検討を「1円」で落札したが、2019年7月に行われた「高速鉄道烏丸線新型車両車体及びぎ装」の入札は辞退し、先代10系でも大半を製造した近畿車輛に落札させた。

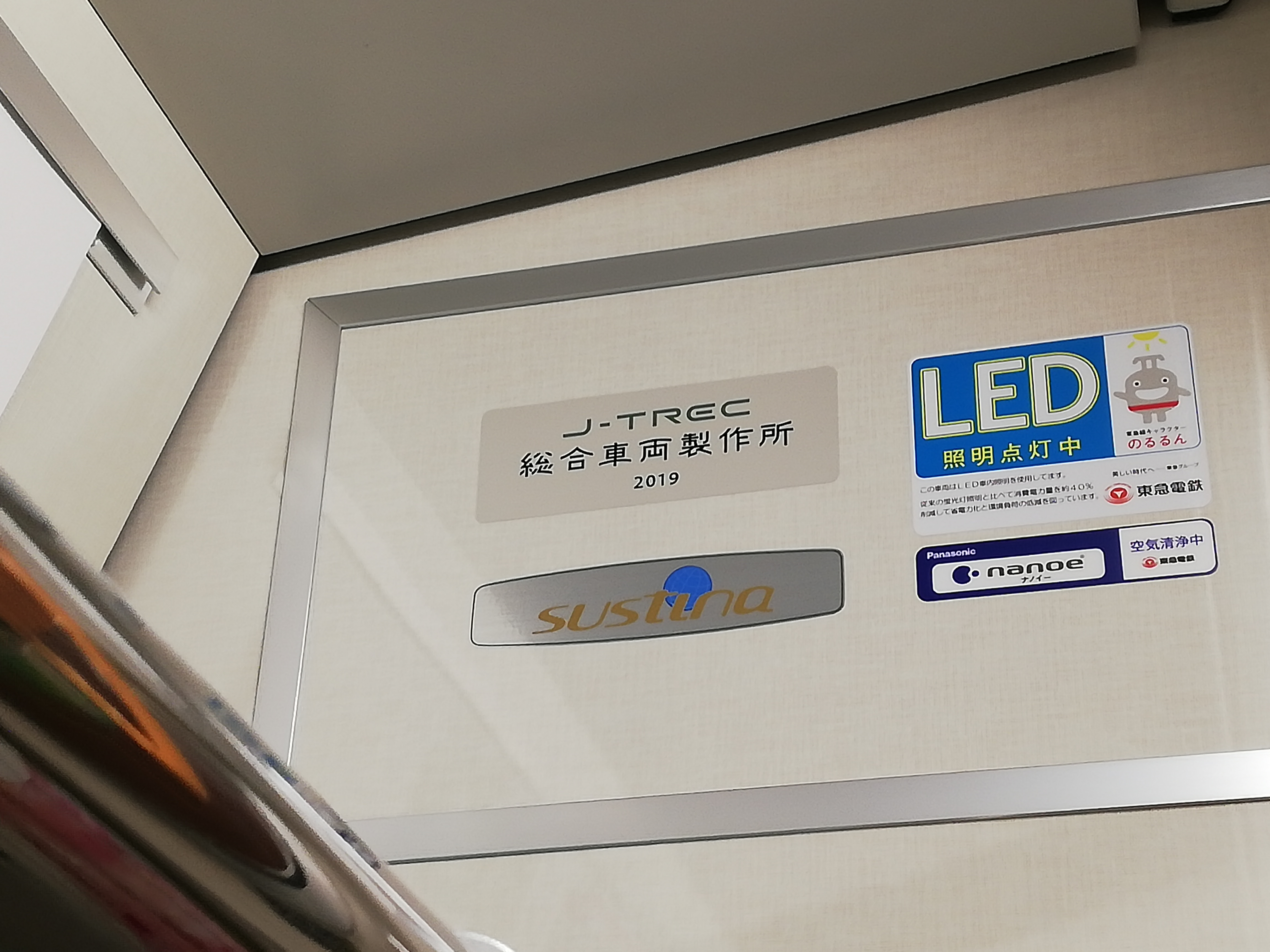
国内向けsustinaのロゴ。東急3020系電車の車内にて。

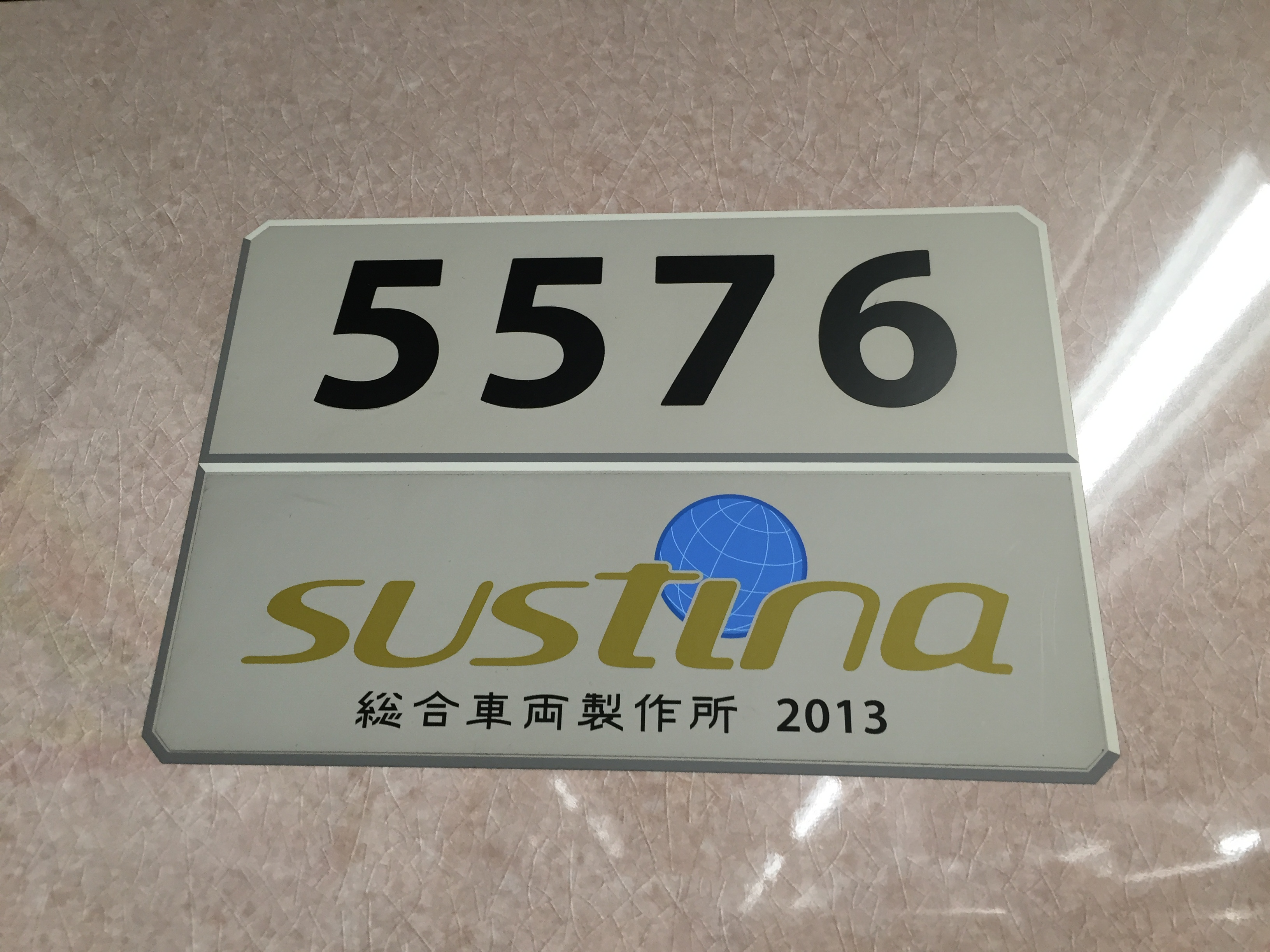
sustinaの国内向け第1号として登場した東急5050系サハ5576号車の車内銘板。

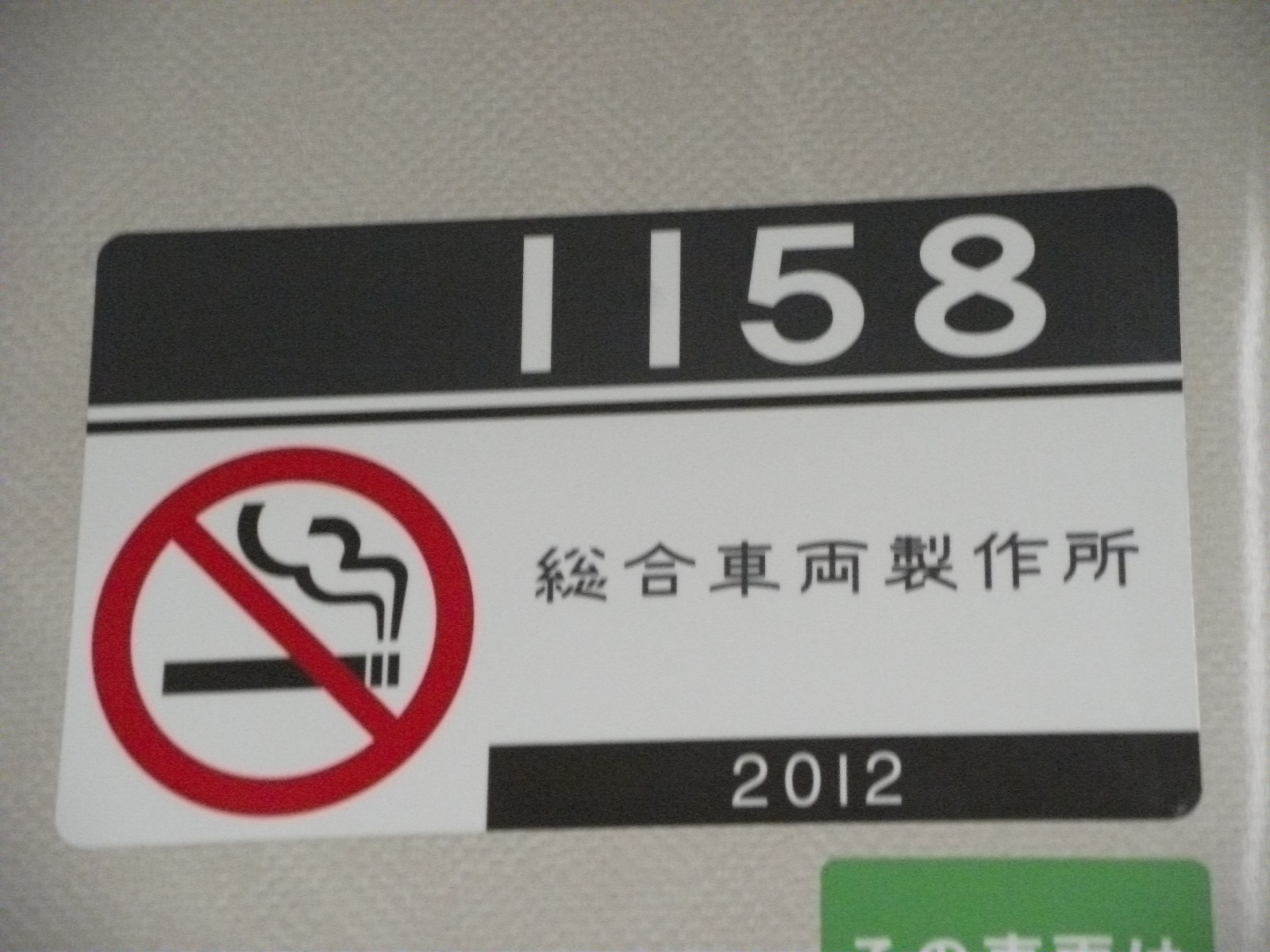
京急1000形電車 (2代)（12次車・サハ1158）の車内銘板（ステッカータイプ）。「J-TREC」「sustina」いずれのロゴも記されていない。

日本国外向けステンレス車両については、日本におけるステンレス車両のパイオニアメーカーとして「sustina（サスティナ）」というブランド名を制定、2012年9月下旬にドイツ・ベルリンで開催の世界最大の鉄道関係見本市「InnoTrans2012」に出展した。sustinaとは、JIS規格で規定されるところのSUS鋼と、英単語のsustainableを合成した造語で、ステンレス車体の特徴である美しい外観・高い安全性・長期間持続する高い信頼性、さらにリサイクル性の高さから地球環境の維持にも優れていることをイメージし制定されたものである。「sustina」は後に国内向けにも用いられるようになった。ロゴの違いはsustinaのiの上の点が海外向けは日本（の国旗としての日の丸）をイメージした赤い丸なのに対し、国内向けは地球をイメージしたものとなっている。

ただし、京浜急行電鉄に納入される車両では、京急の意向で「J-TREC」「sustina」のロゴを記載することが認められておらず、漢字で「総合車両製作所」とだけ記されている。 
鉄道総合技術研究所と共同研究・開発した通勤車両ロングシートの円弧状手すりは、1000両余（2012年7月現在）で採用され、2012年度「人間工学グッドプラクティス賞　最優秀賞」を一般社団法人日本人間工学会から受賞している。
日本車輌製造が設計幹事会社となり、同社と共同で受注している車両については、日車式ブロック工法の技術供与を受けて製造を行っている。

#### 電車
- 東急電鉄 - 5000系列・6000系（デハ6300形）・7000系・2020系[注釈 5][19]・6020系[注釈 5]・3020系
- 京王電鉄 - 5000系（2代目）[20]・デヤ901形・902形・サヤ912（事業用車）
- 小田急電鉄 - 4000形（2代）・5000形（2代）[注釈 6][21]

- 東京都交通局 - 10-300形・5500形[22][23]
- 相模鉄道 - 11000系・12000系
- 京浜急行電鉄 - 新1000形
- 京成電鉄 - 3000形（2代）[注釈 7]・3100形（2代）[注釈 7]
- 南海電気鉄道 - 8000系
- 静岡鉄道 - A3000形[24][25]
- 泉北高速鉄道 - 12000系[26]
- 東日本旅客鉄道（JR東日本）
  - 新幹線
    - E7系

  - 在来線
    - E233系[注釈 8]
    - E235系[注釈 9]
    - E657系
    - EV-E301系
    - FV-E991系[注釈 10]
    - E531系[注釈 11]
    - E129系[注釈 12]
    - E131系[注釈 12]
    - E353系
    - E721系1000番台[注釈 13][27]
    - TRAIN SUITE 四季島（E001形）[注釈 14][28][29][30]
- 青い森鉄道 - 青い森703系
- 阿武隈急行 - AB900系[31]
- しなの鉄道 - SR1系[注釈 15][32]

##### 案内軌条式鉄道用
- 横浜シーサイドライン - 2000形

##### 日本国外
- バンコク・メトロ - パープルライン用車両
- フィリピン - 南北通勤鉄道向け鉄道車両（製造予定）[33]

#### 気動車
- 東日本旅客鉄道（JR東日本）  
  - HB-E210系
  - HB-E300系

### 鉄道車両以外の製品
- 台車 - 鉄道車両用台車の生産は東急車輛製造の前身企業である東急横浜製作所当時から行っている。
- 輪重測定装置
- 分岐器など、軌道に付帯する部品 - 2019年度をもって撤退。
- 鉄道輸送用コンテナ - 京都鉄道博物館で展示するためだけのコンテナ（19D-28901）も製造した[34]。
  - 19D形
  - 19G形
  - 20D形
  - 20E形
  - 20G形
  - 30D形
  - 48A形
  - 49A形
  - UR19A形
  - UR20A形
  - その他多数形式製作

工作機械分野では速い接合スピードを特長とする独自摩擦攪拌接合（FSW）用ツールを大阪大学監修で開発し、「Smart FSW」の名称で研究開発用に販売しており、特許・意匠・商標出願中である。
東急車輛製造時代に開発製品（メカトロニクス製品・環境システム製品）を扱った時期もあるが、現在は同分野からは撤退してサービス業務のみ継続している。

## 改造車両
車両の改造も実施している。主な内容を下に記す。【　】内は改造の内容。
- 東武鉄道 - 6050系【634型「スカイツリートレイン」への改造】
- 西武鉄道 - 4000系【4009編成の「西武 旅するレストラン 52席の至福」への改造】
- 東急電鉄 - 1000系【池上線・東急多摩川線用への転用改造】
- 東日本旅客鉄道（JR東日本） 
  - 200系【K編成のリニューアル改造のうち、両先頭車を担当】
  - E3系【0番台から1000番台への改造】
  - E231系【サハE231-4620のE235系サハE235-4620への編入改造[注釈 16]】
  - キハ141系【JR東日本「SL銀河」用旅客車（700番台）への改造】
  - E257系電車 【E257系2000番台（NA-06編成[注釈 17]）への改造】
- キーウ地下鉄 - Em形電車【E-KM形（ロシア語版）への改造[注釈 18]】[35]

## 横浜事業所回送線

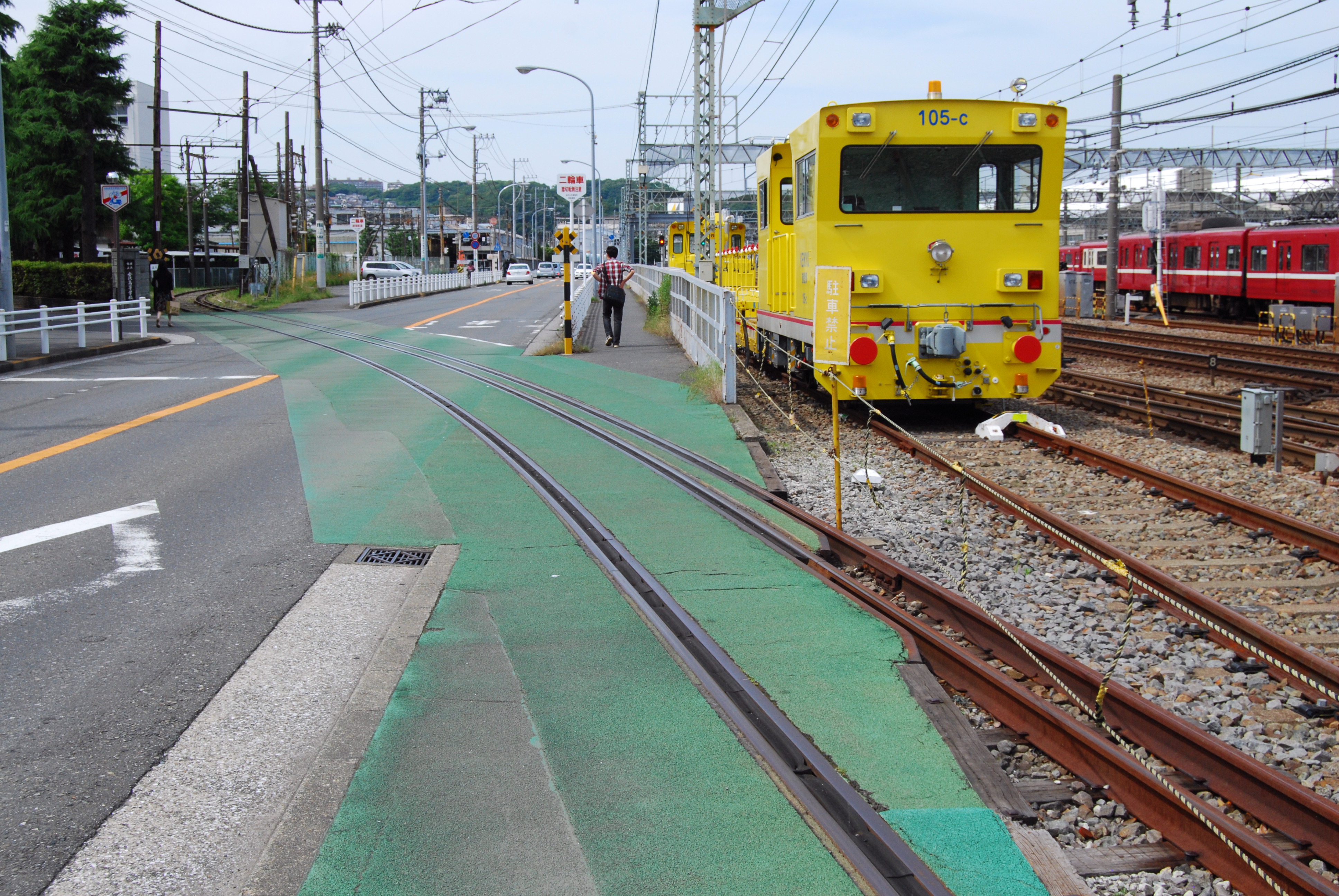
横浜事業所（左奥）から道路を渡り京急逗子線に繋がる回送線

横浜事業所が京浜急行電鉄（京急）の金沢八景駅に隣接して立地する都合上、京急逗子線の金沢八景 - 神武寺間の上り線は、JRなどへの新製車両の納入や、改造車両などの入出場のために横浜事業所からJR逗子駅までの搬出入（回送）線を併設しており、1,435 mm（標準軌）と1,067 mm（狭軌）の三線軌条区間となっている。
京急向けに新製された車両については通常横浜事業所から自力で出場回送されるほか、川崎車両で新製された京急の車両については、回送線を経由して一旦同事業所に搬入され、台車交換・整備が実施された後、同様に自力回送にて出場する。また、京成電鉄・北総鉄道向けに新製された車両は同事業所製のものは直接、日本車輌製造製のものは同事業所を経由し、自力または京成の車両による牽引で京急線・都営浅草線経由にて出場する。同事業所にて都営浅草線向けに新造された車両も初期製造編成以外は自力回送にて出場する。

## グループ企業
- J-TRECデザインサービス株式会社[36] - 東急車輛エンジニアリングより改称

## その他
- 横浜事業所の近隣には京浜急行バス（文5・文6系統）の停留所があり、この停留所は総合車両製作所への継承・改称から2025年6月現在に至るまで「東急車輌前」のままとなっている[37]。